# Georgios Synkellos
Georgios Synkellos (griechisch Γεώργιος ὁ Σύγκελλος, auch Georg der Mönch, genannt Synkellos, lateinisch Georgius Syncellus) war ein byzantinischer Mönch und Geschichtsschreiber, der im 8. Jahrhundert lebte und nach 810 starb. Georgios lebte als Mönch in Palästina und kam später an den Hof des byzantinischen Patriarchen Tarasios, der ihm das Amt des Synkellos (Privatsekretär des Patriarchen) verlieh. Als Synkellos war er auf den zweiten Platz in der byzantinischen Kirchenhierarchie aufgestiegen.

## Die Weltchronik des Georgios

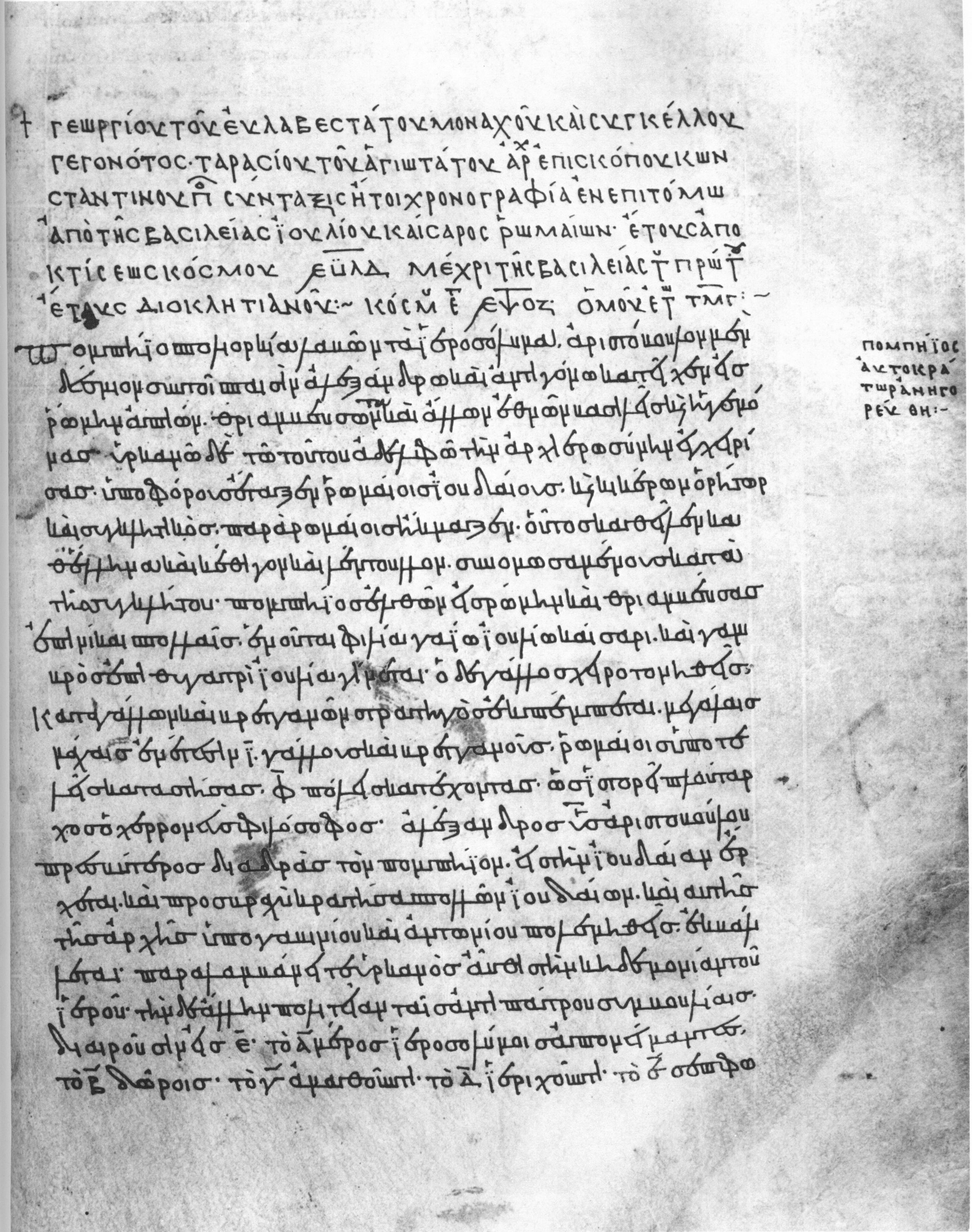
Eine Seite der Weltchronik des Georgios Synkellos in der Handschrift Oxford, Christ Church, MS. Wake 5, fol. 12r (9. Jahrhundert)

Georgios Synkellos verfasste eine bis in die Spätantike reichende christliche Weltchronik (Ekloge chronographias), an der er noch um 810 arbeitete. Da Georgios das Werk vor seinem Tode nicht vollenden konnte, behandelt die Chronik nur die Zeit bis Diokletian (284); sein Freund Theophanes setzte aber das Werk bis 813 fort. In der neueren Forschung wird vermutet, dass die Chronik des Theophanes wesentlich mehr Material aus Georgios' Vorarbeiten enthält, als bislang angenommen wurde, doch ist dies umstritten.
Georgios, der sehr gebildet und belesen war, arrangierte seine Darstellung in recht komplexer, aber auch origineller Weise, indem er sich offenbar intensiv mit seinen Vorlagen auseinandersetzte. Er war auch bemüht, widersprechende Chronologien zu harmonisieren. Die Chronik stellt daher mehr dar als nur eine bloße Ansammlung von Fakten, sondern ist bemüht, den Erzählstoff zu ordnen. Die Weltchronik des Georgios stand ganz in der Tradition der christlichen Chroniken seit dem 3./4. Jahrhundert. Das Werk genoss bald schon großes Ansehen und wurde für ihre Genauigkeit und umfangreiche Quellenverwertung gelobt.
Tatsächlich stützte sich Georgios auf zahlreiche ältere Quellen, die teilweise heute verloren sind. So zog er beispielsweise Manetho, Kastor von Rhodos, die Chronik des Dexippos, Sextus Iulius Africanus, Panodorus von Alexandrien, Eusebius von Caesarea und zahlreiche andere Autoren heran. Georgios nennt sehr oft seine Quellen, deren Darstellung er teilweise durchaus hinterfragte und nicht einfach exzerpierte. So ist die Chronik wertvoll hinsichtlich ansonsten nicht überlieferter Mitteilungen antiker Autoren. Von Bedeutung ist zudem das von Georgios verwendete chronologische Ordnungsschema, wobei er nach der alexandrinischen Ära datierte (mit leichter Abweichung der Schöpfungsberechnung auf das Jahr 5493 v. Chr., statt 5492 v. Chr.). Diese Datierung mag dafür sprechen, dass die Abfassung der Chronik bereits vor dem Aufbruch des Georgios nach Konstantinopel erfolgt ist (siehe unten), da diese Zeitrechnung dort keine größere Rolle mehr spielte.
Anastasius Bibliothecarius verwendete die Weltchronik als Quelle für seine lateinische Chronik. Eine weitgehend vollständige Abschrift des griechischen Originaltextes wurde 1602 von Isaac Casaubon in einer Pariser Bibliothek wiederentdeckt, so dass Joseph Justus Scaliger eine Teiledition veröffentlichen konnte. Ein zweites, vollständiges Manuskript wurde erst in der zweiten Hälfte des 17. Jahrhunderts entdeckt.
In der älteren Forschung wurde Georgios teilweise als „Abschreiber“ betrachtet, der sich fast sklavisch an älteren Werken orientierte (so Heinrich Gelzer). Dagegen erhoben mehrere Forscher berechtigten Einspruch. Schon der Entwurf der Chronik sowie die komplexe Verarbeitung offenbar unterschiedlicher Quellen sprechen dagegen. Vielmehr stellt die Chronik des Georgios nach Ansicht vieler Forscher ein Glanzstück der byzantinischen Chronistik dar und gilt als gelungene Weltchronik. So wird in der neueren Forschung der recht beachtliche Quellenwert und vor allem die Qualität der Darstellung und deren in der byzantinischen Chronistik unübertroffene Bandbreite betont.
Es wird teils angenommen, dass Georgios die Chronik bereits weitgehend vollendet hatte, als er nach Konstantinopel aufbrach. In diesem Sinne wurden Überlegungen geäußert, dass, da die griechische Gelehrsamkeit im syrischen Raum noch sehr lebendig war, dies die Abfassung des Werks beeinflusst hat. In dem Material für die Zeit nach 284, das Georgios mitbrachte (und das er dann Theophanes übergab, der weniger belesen war als Georgios), war wohl bereits eine östliche Chronik eingearbeitet. Diese wird heute zumeist mit der verlorenen Chronik des Theophilos von Edessa identifiziert.

## Ausgaben und Übersetzungen
- Wilhelm Dindorf (Hrsg.): Georgius Syncellus et Nicephorus Cp. (= Corpus Scriptorum Historiae Byzantinae. Band 22/23). 2 Bände, Weber, Bonn 1829 (Digitalisate: Band 1, Band 2. Textstellen aus der Chronik des Synkellos werden teils bis heute mithilfe der Seitenzahl bei Dindorf angegeben).
- Alden A. Mosshammer (Hrsg.): Georgii Syncelli Ecloga chronographica. Teubner, Leipzig 1984 (heute maßgebliche kritische Edition).
- William Adler, Paul Tuffin (Übers.): The Chronography of George Synkellos. A Byzantine Chronicle of Universal History from the Creation. Oxford University Press, Oxford 2002 (englische Übersetzung mit umfangreicher Einleitung und Kommentar; Rezension).